# Watch me
「Watch me」（ウォッチミー）は、A.F.R.Oの配信限定シングル。トイズファクトリーから2016年10月19日に配信された。配信限定曲はシングルでは「HERO｣、「FAMILY」から約1年4ヶ月振りとなる。また、配信限定EPの「始めの一歩」からは約1年振りとなる。

## 曲の詳細
1. Watch me [3:29]
  - 作詞・作曲：A.F.R.O